# Нора Робертс
Нора Робертс (англ. Nora Roberts, при рождении — Элеонора Мари Робертсон Ауфем-Бринк Уайлдер англ. Eleanor Marie Robertson Aufem-Brinke Wilder; род. 10 октября 1950, Силвер-Спринг, Мэриленд) — американская писательница, автор современных любовных и детективных романов.

## Биография

### Личная жизнь
Ранние годы
Родилась в Силвер-Спринг, штат Мэриленд, США (англ. Silver Spring Maryland, USA) в 1950 году, и была единственной дочерью и младшей из пяти детей. Она ирландского происхождения, как и её родители ирландских кровей. Её семья были заядлыми читателями, так что книги всегда были важны в её жизни. Несмотря на то, что она всегда сочиняла истории в голове, в детстве Робертс ничего не писала, кроме сочинений в школе. Училась она в католической школе, и монахини привили ей чувство дисциплины. Во время своего второго года обучения в средней местной школе Montgomery Blair High School, Робертс встретила своего первого мужа Рональда Aufdem-Brinke. Они поженились вопреки желанию родителей в 1968 году, как только она окончила среднюю школу. Молодожёны поселились в Кидисвилле, штат Мэриленд.
Пока муж Робертс работал, она оставалась дома со своими сыновьями, Дэном и Джейсоном. Робертс проводила большую часть своего времени занимаясь ремеслами, в том числе керамикой и шитьем одежды для своих детей. В 1983 году брак закончился разводом.
Настоящее
Робертс познакомилась со своим вторым мужем, Брюсом Уайлдером (англ. Bruce Wilder), плотником, когда наняла его для строительства книжных полок. Они поженились в июле 1985 года и до сих пор счастливы. Вместе они обустроили свой дом, путешествовали и открыли книжный магазин в Бунсборо, штат Мэриленд, которым владеет и управляет её муж.
Робертс считает, что профессиональная карьера писателя требует дисциплины. Вы станете безработными, если действительно думаете, что просто нужно сидеть и ждать, когда муза приземлится вам на плечо. Она концентрирует на одном романе все время, пишет с понедельника по пятницу восемь часов в день — иногда больше, даже во время отпуска.
Робертс пишет прямо на компьютере, не используя диктофон или ручку. Вместо того, чтобы начинать с плана или заготовки, Робертс начинает писать книгу с ключевого момента, характера героя или основных вопросов, которые являются основными элементами истории. После окончания первого этапа работы, то есть после написания истории, Робертс возвращается к началу романа. Второй этап обычно состоит в добавлении деталей, а также в более глубоком изучении героев. Затем она делает окончательный просмотр для отшлифовки романа перед отправкой её агенту, Эми Берковер (Berkower). Робертс никогда не работает больше чем над одной книгой одновременно. Робертс часто пишет трилогии, заканчивая три книги за один раз сразу, чтобы иметь возможность оставаться с теми же героями. Когда это возможно, она делает то же самое и с книгами «Следствие ведёт Ева Даллас», пишет по три книги подряд перед тем, как возвращаться к современным романам. Все её трилогии выпущены в мягкой обложке, так как Робертс считает, что для читателя ждать издания в твердом переплете приходится слишком долго.
Робертс делает большую часть своих исследований через Интернет, так как испытывает отвращение к полетам. Но, несмотря на это, она владеет собственностью в графстве Клэр, Ирландия и регулярно посещает страну. Некоторые из её романов созданы в Ардморе, графство Уотерфорд.

### Карьера
В феврале 1979 года сильная метель на неделю заперла Нору Робертс и её двух сыновей в доме. Чтобы не сойти с ума от бездействия, она принялась записывать рассказ, крутящийся у неё в голове. Хотя Нора не задумывалась о писательской карьере, это был первый шаг к ней.
В 1981 году первый роман Норы Робертс под названием «Ирландский чистокровка» (англ. Irish Throughbred) был опубликован, но к этому времени у неё уже было три года тяжёлого писательского труда и несколько рукописей, получивших отказ.
Робертс пишет быстро, иногда выдавая шесть и даже более романов в год. Кроме любовных романов, она пишет футуристические детективы о лейтенанте Еве Даллас под псевдонимом Джей Ди Робб (англ. J. D. Robb).
Она является членом нескольких сообществ писателей и победителем бесчисленного количества конкурсов и наград издательской индустрии.
Также издавалась под псевдонимами J.D. Robb, Sarah Hardesty, Jill March.

### Серии
Ирландские сердца (Irish hearts) 
1. англ.  Irish Thoroughbred  (1981)
2. англ.  Irish Rose  (1988)
3. англ.  Irish Rebel  (2000)

 Семья Баннион (Reflections & Dreams or the Davidov) 
1. Отражение (Размышления) — англ.  Reflections (1983)
2. Танец мечты — англ.  Dance of Dreams  (1983)

 Великие повара (Great chefs)
1. Летний десерт — англ.  Summer Desserts  (1985)
2. Извлеченные уроки — англ.  Lessons Learned  (1986)

 Мак-Грегоры (MacGregor)
1. Обещание приключений — англ.  Playing the Odds  (1985)
2. англ.  Tempting Fate  (1985)
3. англ.  All the Possibilities  (1985)
4. англ.  One Man’s Art  (1985)
5. англ.  For Now, Forever  (1987)
6. Мятеж — англ. Rebellion (1988)
7. англ.  In From the Cold  (1990)
8. англ.  The MacGregor Brides  (1997)
9. англ.  The Winning Hand  (1998)
10. англ.  The MacGregor Grooms  (1998)
11. англ.  The Perfect Neighbor  (1999)

 Знаменитости журнала (Celebrity magazine) 
1. Одно лето — англ.  One Summer  (1986)
2. Вторая натура — англ.  Second Nature  (1985)

Королевская семья Кордины (Cordina’s Royal Family) 
1. Королевский роман — англ.  Affaire Royale  (1986)
2. Драма по-королевски — англ.  Command Performance  (1987)
3. Неотразимый принц — англ.  The Playboy Prince  (1987)
4. англ.  Cordina’s Crown Jewel  (1992)

Полицейская серия / Вашингтонские детективы (Sacred Sins / D.C. Detectives):
1. Святые грехи (Цена греха) — англ. Sacred Sins (1987)
2. Сладкие обещания (Слепая страсть, Расплата за грехи) — англ. Brazen Virtue (1988)

 Сёстры О’Харли (O’Hurleys)
1. Удивительная женщина — англ. The Last Honest Woman (1988)
2. Танец её мечты — англ. Dance to the Piper (1988)
3. Глубоко под кожей — англ. Skin Deep (1988)
4. Без следа — англ. Without a Trace (1990)

 Братья Хорнблауэр (Time and Again or The Hornblower Bros.)
1. Обманутое время — англ. Time Was (1989)
2. Время не властно — англ. Times Change (1989)

 История Джеки (Loving Jack)
1. Влюбиться в Джеки — англ. Loving Jack (1988)
2. англ.  Best Laid Plans  (1989)
3. англ.  Lawless  (1989)

 Семья Станиславски (The Stanislaskis or Those Wild Ukrainians)
1. англ.  Taming Natasha  (1990)
2. англ.  Luring a Lady  (1991)
3. англ.  Falling for Rachel  (1993)
4. англ.  Convincing Alex  (1994)
5. англ.  Waiting for Nick  (1997)
6. англ.  Considering Kate  (2001)

Ночные рассказы (Night Tales)
1. Ночной эфир — англ. Night Shift (1990)
2. Ночная тень — англ. Night Shadow (1991)
3. Беладонна (Ночная тьма, Косвенные улики, Отчаянная и нежная) — англ. Nightshade (1993). (издано под псевдонимом Кристин Сэлингер, Christin Salinger)
4. Ночной дым — англ. Night Smoke (1994)
5. Ночная защита — англ.  Night Shield  (2000)

 Женщины Калхоун (The Calhoun Women)
1. Покорить Кэтрин — англ. Courting Catherine  (1991)
2. Мужчина для Аманды — англ.  A Man for Amanda  (1991)
3. Из любви к Лайле — англ. For the Love of Lilah (1991)
4. Покорение Сюзанны — англ. Suzanna’s Surrender (1991)
5. Капитан для Меган — англ. Megan’s Mate (1996)

Дар Донованов (Donovan Legacy)
1. Плененные — англ. Captivated (1992)
2. Завороженные — англ. Entranced (1992)
3. Очарованные — англ. Charmed (1992)
4. англ.  Enchanted  (1999)

 Сестры Конкеннан (Irish Born Trilogy)
(издано под псевдонимом Сара Хардести (Sarah Hardesty)
1. Рождённая в огне (Огненная роза) — англ. Born in Fire (1994)
2. Рождённая во льду (Ледяная лилия) —англ.  Born in Ice (1995)
3. Рождённая в грехе (Цветок греха) — англ. Born in Shame (1996)

Опасные тайны (True betrayals):
1. Опасные тайны (Замкнутый круг, Порочный круг) — англ. True betrayals. Part 1 (1995)
2. Замкнутый круг — англ. True betrayals. Part 2 (1995)

 Братья МакКейд (The MacKade brothers)
1. англ.  The Return of Rafe MacKade  (1995)
2. англ.  The Pride of Jared MacKade  (1995)
3. англ.  The Heart of Devin MacKade  (1996)
4. англ.  The Fall of Shane MacKade  (1996)

Темплтоны (Мечта) (Dream trilogy):
1. Право на мечту (Танго над пропастью) — англ. Daring to Dream (1996)
2. Удержи мечту (Белый танец, Удержать мечту) — англ. Holding the Dream (1997)
3. Найди свою мечту (Вальс в ритме грозы, Обрести мечту) — англ. Finding the Dream (1997)

Братья Куин (Chesapeake Bay / Quinn Brothers):
1. Мои дорогие мужчины (Наперекор волне) — англ. Sea Swept (1998)
2. Тихий омут (Прилив, Ночь на причале) — англ. Rising Tides (1998)
3. Отчаянный шантаж (Тихая гавань) — англ. Inner Harbor (1999)
4. Дом у голубого озера (На берегу, Следы на песке) — англ. Chesapeake Blue (2003)

 Звезды Митры (Stars of Mithra) 
1. Скрытая звезда — англ.  Hidden Star  (1997)
2. англ.  Captive Star  (1997)
3. англ.  Secret Star  (1998)

 Давным-давно (The Once Upon Series) 
(рассказы, которые входят в антологию авторов-романистов)
1. англ.  Spellbound  (из сборника «Once Upon A Castle») (1998)
2. Отныне и навсегда (Пленённые звездой) — англ.  Ever After  (из сборника «Once Upon a Star») (1999)
3. В ожидании любви (Вечные сны о любви) — англ.  In Dreams  (из сборника «Once upon a Dream») (2000)
4. Зимняя роза — англ.  Winter Rose  (из сборника «Once Upon a Rose») (2001)
5. англ.  A World Apart  (из сборника «Once Upon a Kiss») (2002)
6. англ.  The Witching Hour  (из сборника «Once Upon a Midnight») (2003)

 Галлахеры из Ардмора / Ирландская трилогия (Irish Trilogy or Gallaghers of Ardmore)
1. Драгоценности Солнца — англ.  Jewels of the Sun (1999)
2. Слезы Луны — англ.  Tears of the Moon  (2000)
3. Сердце Океана — англ.  Heart of the Sea  (2000)

Остров ведьм (Three sisters island):
1. Остров ведьм (Танец ветра, Девушка без прошлого) — англ. Dance upon the air (2001)
2. Сила трёх (Песня земли, Влюбленная некстати) — англ. Heaven and Earth (2001)
3. Лик огня (Поцелуй островитянки) — англ. Face the Fire (2002)

 Трилогия ключей (Key Trilogy)
1. Ключ света (Тепло наших сердец) — англ. Key of Light (2003)
2. Ключ истины (Между нами горы) — англ. Key of Knowledge (2003)
3. Ключ доблести (В погоне за счастьем) — англ. Key of Valor (2003)

 В саду (In The Garden)
1. Синий георгин — англ. Blue Dahlia (2004)
2. Чёрная роза — англ. Black Rose (2005)
3. Красная лилия — англ. Red Lily (2005)

 Круг Шести / Трилогия круга (Circle Trilogy)
1. Крест Морриган — англ. Morrigan’s Cross (2006)
2. Пляска богов — англ. Dance of the Gods (2006)
3. Долина молчания — англ. Valley of Silence (2006)

 Знак Семи (Sign of Seven trilogy)
1. Братья по крови (Слухи об ангелах) — англ. Blood Brothers (2007)
2. Подсказка для спящей красавицы — англ. The Hollow (2008)
3. Талисман моей любви — англ. The Pagan Stone (2008)

Квартет невест (Bride Quartet)
1. Остановись, мгновенье — англ. Vision in White (2009)
2. Шипы и лепестки — англ. Bed of Roses (2009)
3. Вкус счастья — англ. Savor the Moment (2010)
4. Сердце красавицы — англ. Happy Ever After (2010)

 Инн-Бунсборо (Inn BoonsBoro Trilogy)
1. Отныне и навсегда — англ. The Next Always (2011)
2. Последняя любовь — англ. The Last Boyfriend (2012)
3. Мисс Совершенство — англ. The Perfect Hope (2012)

 Кузены О`Двайер (Cousins O’Dwyer)
1. Смуглая ведьма — англ. Dark Witch (2013)
2. Родовое проклятие — англ. Shadow Spell (2014)
3. Орудии ведьмы — любовь — англ. Blood Magick (2014)

 Опекуны (Guardians Trilogy)
1. англ.  Stars of Fortune  (2015)
2. англ.  Bay of Sighs  (2016)
3. англ. Island of Glass (2016)

### Несерийные произведения
1. англ. The Heart’s Victory (1982)
2. англ. Search For Love (1982)
3. англ. Song of the West (1982)
4. Рискованные мечты — англ. Blithe Images (1982)
5. англ. Island of Flowers (1982)
6. англ. Once More With Feeling (1983)
7. Сегодня вечером и всегда — англ. Tonight and Always (1983)
8. англ. Her Mother’s Keeper (1983)
9. англ. From This Day (1983)
10. англ. This Magic Moment (1983)
11. англ. Untamed (1983)
12. Первые впечатления — англ. First Impressions (1984)
13. Притяжение противоположностей — англ. Opposites Attract (1984)
14. Любовь в вечерних новостях — англ. Endings and Beginnings (1984)
15. Я выбираю тебя — англ. A Matter of Choice (1984)
16. англ. Rules of the Game (1984)
17. англ. Storm Warning (1984)
18. англ. Promise Me Tomorrow (1984)
19. англ. The Law is a Lady (1984)
20. англ. Sullivan’s Woman (1984)
21. англ. Less of a Stranger (1984)
22. Ночные танцы — англ. Night Moves (1985)
23. англ. The Right Path (1985)
24. англ. Boundary Lines (1985)
25. англ. Dual Image (1985)
26. англ. Partners (1985)
27. Рискованное дело — англ. Risky Business (1986)
28. Искусство обмана — англ. The Art of Deception (1986)
29. Сокровища утраченные, сокровища обретённые — англ. Treasures Lost, Treasures Found (1986)
30. англ. A Will and a Way (1986)
31. Подарок на Рождество — англ. Home for Christmas (1986)
32. Любовь побеждает все англ. Mind Over Matter (1987)
33. Горячий лёд (Охота на людей, Сокровища Марии-Антуанетты) — англ. Hot Ice (1987)
34. англ. Temptation (1987)
35. Мой герой — англ. Local Hero (1988)
36. Название игры — англ. The Name of the Game (1988)
37. англ. Impulse (1989)
38. Женская месть (Сладкая месть) — англ. Sweet Revenge (1989)
39. Ангел для Габриэля (Ангел Габриеля) — англ. Gabriel’s Angel (1989)
40. Большие тайны маленького отеля — англ. The Welcoming (1989)
41. Лицо в темноте (В капкане славы; Принцесса рок-н-ролла) — англ. Public Secrets (1990)
42. Правдивая ложь — англ.  Genuine Lies (1991)
43. Порочная невинность (Натянутая струна) — англ. Carnal Innocence (1992)
44. Незавершенные дела — англ. Unfinished Business (1992)
45. Обманутые иллюзии — англ. Honest Illusions (1992)
46. Обожествленное зло (Искушение злом) — англ. Divine Evil (1992)
47. Наивная плоть (Семейные скандалы, Соперница) — англ. Private Scandals (1993)
48. Сюрприз для Айседоры (Крутой парень, Сокровища Айседоры) — англ. Hidden Riches (1994)
49. Мама на Рождество — англ. англ. All I Want for Christmas (1994)
50. Дочь великого грешника (Небо Монтаны, Родная кровь) — англ. Montana Sky (1996)
51. Ночь разбитых сердец (Там, где живёт надежда, Приют для беглянки) Sanctuary (1996)
52. Последний шанс (Большой риф, Сокровище для влюбленных, Колье Анжелики) — англ. The Reef (1998)
53. Плата за красоту (Миранда, Находка) — англ. Homeport (1998)
54. англ. Spellbound (1998)
55. Ночные кошмары (Река снов) — англ. River’s End (1999)
56. Голос из прошлого (Луна над Каролиной, Ясновидящая) — англ. Carolina Moon (2000)
57. Женщины могут все — англ. The Villa (2001)
58. Незабудки для тебя (Полночная река, Проклятые воды, Темные воды) — англ. Midnight Bayou (2001)
59. Обратный билет из ада (Три судьбы, Три богини) — Three Fates (2002)
60. Адвокат мог не знать (По праву рождения, Чужая дочь) — англ. Birthright (2003)
61. Северное сияние — англ. Northern Lights (2004)
62. англ. Wolf Moon (2004)
63. Огнепоклонники (Адский огонь, Ревность) — англ. Blue Smoke (2005)
64. англ. The Best Mistake (2005)
65. Игры ангелов (Невезучая, Ангелы падают) — англ. Angels Fall (2006)
66. Ровно в полдень (Рассвет) — англ. High Noon (2007)
67. Трибьют — англ. Tribute (2008)
68. Чёрные холмы — англ. Black Hills (2009)
69. Опасный след — англ. The Search (2010)
70. Танцы с огнём — англ. Chasing Fire (2011)
71. Моя любимая ошибка — англ. The Witness (2012)
72. Приданое Эсмеральды — англ. Whiskey Beach (2013)
73. Коллекционер — англ. The Collector (2015)
74. Ложь во спасение — англ. The Liar (2015)

## Фильмография
1. Magic Moments (ТВ) (1989) (по книге Magic Moments)
2. Святилище (англ. Sanctuary, ТВ) (2001) (по книге «Ночь разбитых сердец»)
3. Голос из прошлого (англ. Carolina Moon, ТВ) (2007) (по роману «Голос из прошлого»)
4. Огнепоклонники (англ. Blue Smoke, ТВ) (2007) (по роману «Огнепоклонники»)
5. Дочь великого грешника (англ. Montana Sky, ТВ) (2007) (по роману «Дочь великого грешника»)
6. Ангелы падают (англ. Angels Fall, ТВ) (2007) (по роману Игры ангелов)
7. Убийство по наследству (англ. Tribute, ТВ) (2009) (по роману Трибьют)
8. Жаркий полдень (англ. High Noon, ТВ) (2009) (по роману High Noon)
9. Проклятые воды (англ. Midnight Bayou, ТВ) (2009) (по роману Midnight Bayou)
10. Северное сияние (англ. Northern Lights, ТВ) (2009) (по роману Северное сияние)
11. Порочная невинность (англ. Carnal Innocence, ТВ) (2011) (по роману Порочная невинность)
12. Расплата за грехи (англ. Brazen, ТВ) (2022) (по роману Расплата за грехи)

## Игры
По мотивом книги Vision in White (в русском переводе «Остановись, мгновенье!») в 2010 году была выпущена компьютерная игра в жанре Hidden Objects.